# 迪普霍爾 (內華達州)
迪普霍爾（英語：Deep Hole）是位於美國內華達州瓦肖縣的鬼鎮。

## 歷史
迪普霍爾的郵局於1866年設立，1867年關閉後又於1894年重啟，最終於1911年停運。

## 地理
迪普霍爾所處的海拔為高於海平面1197米（即3927英呎），而該地所採用的時區為UTC-8，即太平洋时区（PST）。同時該地設有夏令時間，為UTC-8調快一小時，即UTC-7（PDT）。